# Taraclia
Taraclia is een gemeente - met stadstitel - en de hoofdplaats van de Moldavische bestuurlijke eenheid (unitate administrativ-teritorială) Taraclia.
De gemeente telt 14.900 inwoners (01-01-2012).
Vanwege de omvangrijke groep etnische Bulgaren in het arrondissement zetelt in Taraclia een technische universiteit, opgericht door Bulgarije en Moldavië, waarin in beide talen onderwijs wordt gegeven.

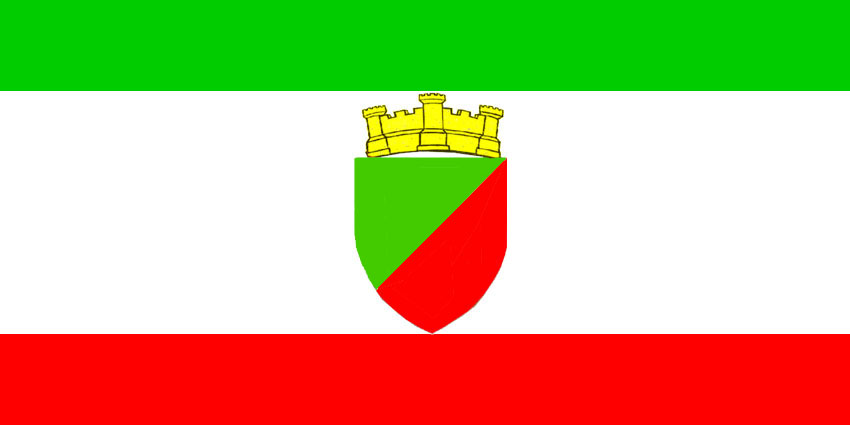
Vlag van Taraclia